# Volksbank Strohgäu
Die Volksbank Strohgäu eG war eine Genossenschaftsbank in Baden-Württemberg mit Sitz in Korntal-Münchingen. Ihr Geschäftsgebiet erstreckte sich über einen Teil des Strohgäus im Landkreis Ludwigsburg. Sie umfasste fünf Standorte in Münchingen, Gerlingen, Ditzingen, Heimerdingen und Eberdingen sowie fünf SB-Stellen. Im Jahre 2018 fusionierte die Volksbank Strohgäu mit der Volksbank Region Leonberg zur Volksbank Leonberg-Strohgäu eG.

## Geschichte
Die Bank ist aus den Fusionen von vier selbstständigen Banken hervorgegangen. Diese sind nach dem Prinzip der genossenschaftlichen Idee von Hermann Schulze-Delitzsch und Friedrich Wilhelm Raiffeisen entstanden.
Früher war es üblich, dass die Banken nicht nur Finanzdienstleister waren, sondern nebenbei auch andere Geschäftszweige betrieben. Dazu gehörten u. a. Milchgenossenschaften, Schlachthäuser sowie Gemeinschaftsgefrieranlagen. In den 50er- und 60er-Jahren hatten die wenigsten Haushalte Kühlschränke, stattdessen konnte man bei der Genossenschaft Gefrierfächer für eine begrenzte Zeit pachten oder erwerben.
Oftmals gab es auch eine Obstsammelstelle oder einen Lagerschuppen für landwirtschaftliche Bedarfsgüter.
Heutzutage steht das Finanzdienstleistungsgeschäft im Mittelpunkt, es werden Kredite vergeben und Gelder angelegt.

### Gerlinger Bank eG
In Gerlingen wurde am 14. Mai 1888 ein Darlehenskassen-Verein gegründet. Ziel war es alle Geldgeschäfte vor Ort zu erledigen und den Mitgliedern günstige Darlehen zur Verfügung zu stellen.
Gerlingen zählte 1.940 Einwohner, davon arbeiteten 209 als Landwirte und waren damit potenzielle Nutznießer des Vereinsangebots.
Der Darlehenskassen-Verein entwickelte sich rasch zu einer Universalgenossenschaft, die auch den günstigen Einkauf von Waren und Maschinen förderte.

### Münchinger Bank eG
Am 11. April 1895 gründeten 29 Münchinger Landwirte und Handwerker den Darlehenskassenverein Münchingen im Rathaussaal. In der früheren Milchgenossenschaft wurden die ersten Bankräume angemietet. 1935 benannte sich der Darlehenskassenverein in Spar- und Darlehenskasse Münchingen um. 1955 wurde daraus dann die Münchinger Bank eG. Sie zählte 398 Mitglieder und hatte eine Bilanzsumme von 1,5 Mio. DM. In den folgenden 16 Jahren hat sich das Geschäftsvolumen verfünffacht. 1994 gehörte die Münchinger Bank eG mit 280 Mio. DM Geschäftsvolumen zu den 100 größten Genossenschaftsbanken in Württemberg.

### Genossenschaftsbank Heimerdingen eG
In Heimerdingen wurde am 6. Februar 1899 die Genossenschaftsbank Heimerdingen eG gegründet. Nahezu 50 Jahre wurde der Geschäftsbetrieb in der Stube des Rechners abgewickelt. Im Jahre 1957 wurde zusammen mit der Milchgenossenschaft das Gebäude in der Hausgasse erbaut. Die Genossenschaft war auch auf anderen Gebieten tätig. Es wurden Sämaschinen, eine Wiesenwalze und Scheibenegge zur gemeinsamen Benutzung angeschafft. Im Oktober 1983 bezog die Bank in Heimerdingen neue, moderne Räumlichkeiten in der Hausgasse.

### Genossenschaftsbank Eberdingen eG
Die Genossenschaftsgründung in Eberdingen erfolgte am 22. Mai 1903. Bereits 1874 wurde jedoch der erste Spar- und „Creditorenverein“ gegründet. Dieser wurde allerdings 1881 aufgrund der Gründung der Oberamtssparkasse wieder aufgelöst. Der wesentliche Gründungszweck der Darlehenskasse in Eberdingen war neben den Bank- und Kassengeschäften jedoch der Handel und die Vermittlung von landwirtschaftlichen Bedarfsgütern. 1964 wurde das heutige Bankgebäude in der Hochdorfer Straße errichtet.

### Ditzinger Bank eG
Die Ditzinger Bank eG wurde am 2. Februar 1895 unter dem Vorsitz des damaligen Schultheißen Stähle als Darlehnskassenverein gegründet und am 16. September 1897 ins Handelsregister eingetragen. 1929 änderte sie den Namen in Ditzinger Bank. Die Weltwirtschaftskrise überstand sie weitgehend unbeschadet. Als sich im Zuge des wirtschaftlichen Aufschwungs der 1950er Jahre die bisherigen Geschäftsräume in der Gerlinger Straße als zu klein erwiesen, ließ die Bank 1956/57 ein neues Gebäude in der Weilimdorfer Straße errichten, das am 6. Juli 1957 seiner Bestimmung übergeben wurde. 1969 wurde in der Marktstraße 17 eine weitere Zweigstelle eröffnet.

### Fusionen
1977 erfolgte der Zusammenschluss der Genossenschaftsbank Eberdingen mit der Genossenschaftsbank Heimerdingen zur „Genossenschaftsbank Heimerdingen-Eberdingen eG“.  In Eberdingen war ein hoher Bestand an Einlagen vorhanden, während in Heimerdingen eine hohe Nachfrage nach Krediten bestand. Da man sich gut ergänzte, beschloss man den Zusammenschluss. Im Jahre 1999 erfolgte die Verschmelzung der Genossenschaftsbank Heimerdingen-Eberdingen eG und der Ditzinger Bank eG mit der Münchinger Bank eG. Diese firmierten dann als Volksbank Strohgäu eG, der Hauptsitz ist in Münchingen. Die damalige Gerlinger Bank eG schloss sich am 21. August 2001 an die Volksbank Strohgäu eG an.

## Volksbank Strohgäu

### Mitgliedschaft bei der Volksbank Strohgäu
Die Volksbank Strohgäu hatte über 16.042 Mitglieder (Stand 2017). Zweck der Genossenschaft war die wirtschaftliche Förderung und Betreuung der Mitglieder (§2 der Satzung). Die Volksbank Strohgäu eG war die größte organisierte Bürgerbewegung im Strohgäu.

### Arbeitgeber und Ausbildung
Die Bank bot die Ausbildungen zum/zur Bankkaufmann/-frau, zum/zur Finanzassistent/-in und zum/zur Bachelor of Arts (B.A.) an. Die Volksbank Strohgäu eG wurde für ihre Personalarbeit mehrfach, zuletzt im Jahr 2016 im Rahmen des "BestPersAwards" mit dem „BestPersZertifikat“ von der Universität Saarbrücken ausgezeichnet. Außerdem erhielt sie in Folge (zuletzt für 2017) den Titel „Top-Arbeitgeber“ des Trendence Instituts.

### Tochterunternehmen
Neben den Verbundpartnern der Volks- und Raiffeisengruppe konnten die Kunden und Mitglieder der Volksbank Strohgäu eG auch die Expertise des Versicherungsmaklers Schäuffele GmbH & Co. KG nutzen. Die 100%ige Tochterfirma Schäuffele GmbH & Co. KG, die Partner im vfm-Verbund ist, hat ihren Sitz in der Geschäftsstelle in Gerlingen.

## Genossenschaftliche FinanzGruppe
Die Bank war der genossenschaftlichen Finanzgruppe der Volks- und Raiffeisenbanken sowie deren Sicherungseinrichtung angeschlossen.
Einige Mitglieder der genossenschaftlichen Finanzgruppe sind z. B.:
- DZ Bank
- DG HyP
- Münchener Hypothekenbank
- WL Bank
- Bausparkasse Schwäbisch Hall
- R+V Versicherung
- Union Investment
- VR-Leasing
- easyCredit (Teambank)
- DZ Privatbank

## Zahlen und Fakten

### Zahlen 2017
| Bilanzsumme                                  | 641,6 Mio. Euro |
| Kundenkredite                                | 394,3 Mio. Euro |
| Kundeneinlagen                               | 527,2 Mio. Euro |
| Aufsichtsrechtliche Eigenmittel              | 72,1 Mio. Euro  |
| Zinsüberschuss                               | 12,2 Mio. Euro  |
| Provisionsüberschuss                         | 4,1 Mio. Euro   |
| Verwaltungsaufwendungen                      | 11,1 Mio. Euro  |
| Ergebnis vor Steuern                         | 9,4 Mio. Euro   |
| Steueraufwand                                | 1,5 Mio. Euro   |
| Jahresüberschuss                             | 1,4 Mio. Euro   |
| Aufwand-Ertrags-Relation (Cost-Income-Ratio) | 66,1 %          |

### Fakten 2017
| Mitarbeiter         | 109                    |
| davon Auszubildende | 8                      |
| Standorte           | 10, davon 5 SB-Stellen |
| Mitglieder          | 16.042                 |

### Förderleistungen für die Region 2017
| Zins- und Dividendenzahlungen                   | + 1.170.000 Euro  |
| Aufträge an die heimische Wirtschaft            | + 810.000 Euro    |
| Gehaltszahlungen und Abgaben                    | + 6.830.000 Euro  |
| Steuern                                         | + 1.520.000 Euro  |
| davon Gewerbesteuer an Strohgäu-Kommunen        | 650.000 Euro      |
| Förderung von Vereinen, Sport, Musik und Kultur | + 45.000 Euro     |
| Gesamtförderung                                 | + 10.375.000 Euro |